# Кенан Кодро
Кенан Кодро (босн. Kenan Kodro, нар. 19 серпня 1993, Сан-Себастьян) — боснійський футболіст, нападник клубу «Ференцварош» та національної збірної Боснії і Герцеговини.

## Клубна кар'єра
Народився 19 серпня 1993 року в іспанському місті Сан-Себастьян, де його батько, Мехо Кодро, виступав за місцеву команду «Реал Сосьєдад». У цьому ж клубі розпочав займатись футболом і Кенан. З 2011 року став виступати за дублюючу команду, «Реал Сосьєдад Б», під керівництвом свого батька, в якій провів три сезони, взявши участь у 76 матчах чемпіонату. Також у першій половині 2012 року недовго грав на правах оренди у Терсері за «Лагун Онак».
12 липня 2014 року підписав контракт з клубом «Осасуна», що виступав у Сегунді. За підсумками сезону 2015/16 «Осасуна» посіла 6 місце в лізі та через стикові матчі здобула право виступати у Прімері. Дебют гравця у Ла Лізі відбувся 19 серпня 2016 року у матчі першого туру проти «Малаги». Загалом за сезон провів у вищому дивізіоні 28 матчів і забив 7 голів, втім команда зайняла передостаннє 19 місце і покинула елітний дивізіон.
Наприкінці червня 2017 року підписав 4-річний контракт з німецьким клубом «Майнц 05», втім, зігравши в Бундеслізі лише 6 матчів, уже в лютому наступного року був відданий в оренду до кінця сезону у швейцарський «Грассгоппер».
У липні 2018 року став гравцем данського «Копенгагена», підписавши з клубом чотирирічний контракт. Станом на 12 серпня 2018 року відіграв за команду з Копенгагена 5 матчів в національному чемпіонаті.

## Виступи за збірну
28 березня 2017 року дебютував в офіційних іграх у складі національної збірної Боснії і Герцеговини в товариському матчі проти збірної Албанії. 3 вересня того ж року на 65-й хвилині матчу відбіркового раунду чемпіонату світу 2018 року проти збірної Гібралтару забив свій перший гол за збірну.
| Дата       | Місто       | Господарі            | Результат | Гості                | Турнір                               | Голи | Примітки |
| ---------- | ----------- | -------------------- | --------- | -------------------- | ------------------------------------ | ---- | -------- |
| 28-3-2017  | Ельбасан    | Албанія              | 1 – 2     | Боснія і Герцеговина | товариський матч                     | -    | 78'      |
| 9-6-2017   | Зениця      | Боснія і Герцеговина | 0 – 0     | Греція               | Відбір до ЧС 2018                    | -    | 21'      |
| 3-9-2017   | Фару        | Гібралтар            | 0 – 4     | Боснія і Герцеговина | Відбір до ЧС 2018                    | 1    | 80'      |
| 10-10-2017 | Таллінн     | Естонія              | 1 – 2     | Боснія і Герцеговина | Відбір до ЧС 2018                    | -    | 75'      |
| 23-3-2017  | Разград     | Болгарія             | 0 – 1     | Боснія і Герцеговина | товариський матч                     | 1    | 46'      |
| 27-3-2018  | Дакар       | Сенегал              | 0 – 0     | Боснія і Герцеговина | товариський матч                     | -    | 63'      |
| 28-5-2018  | Зениця      | Боснія і Герцеговина | 0 – 0     | Чорногорія           | товариський матч                     | -    | 18'      |
| 11-10-2018 | Ризе        | Туреччина            | 0 – 0     | Боснія і Герцеговина | товариський матч                     | -    | 69'      |
| 18-11-2018 | Лас-Пальмас | Іспанія              | 1 – 0     | Боснія і Герцеговина | товариський матч                     | -    | 85'      |
| 16-11-2021 | Зениця      | Боснія і Герцеговина | 0 – 2     | Україна              | Відбір до ЧС 2022                    | -    | 80'      |
| 23-9-2022  | Зениця      | Боснія і Герцеговина | 1 – 0     | Чорногорія           | Ліга націй УЄФА 2022-2023 - 1-й етап | -    | 73'      |
| 23-3-2023  | Зениця      | Боснія і Герцеговина | 3 – 0     | Ісландія             | Відбір до ЧЄ 2024                    | -    | 67'      |
| 20-6-2023  | Зениця      | Боснія і Герцеговина | 0 – 2     | Люксембург           | Відбір до ЧЄ 2024                    | -    | 46'      |
| 8-9-2023   | Зениця      | Боснія і Герцеговина | 2 – 1     | Ліхтенштейн          | Відбір до ЧЄ 2024                    | -    | 90+3'    |
| 11-9-2023  | Рейк'явік   | Ісландія             | 1 – 0     | Боснія і Герцеговина | Відбір до ЧЄ 2024                    | -    | 67'      |
| Усього     |             | Матчів               | 15        |                      | Голів                                | 2    |          |

## Титули і досягнення
- Володар Суперкубка Іспанії (1):

«Атлетік»: 2020